# Fabián Belay
Fabián Alberto Belay (ur. 3 listopada 1978 w Rosario) – argentyński duchowny rzymskokatolicki, mianowany biskupem pomocniczym archidiecezji Rosario w 2023, zrezygnował z przyjęcia sakry biskupiej.

## Życiorys
Święcenia kapłańskie przyjął 6 sierpnia 2009, został inkardynowany do archidiecezji Rosario. Pracował głównie jako duszpasterz parafialny, pełnił także funkcje m.in. sekretarza rady kapłańskiej oraz delegata biskupiego ds. duszpasterstwa pracowników przemysłu chemicznego.
31 maja 2023 papież Franciszek mianował go biskupem pomocniczym archidiecezji Rosario ze stolicą tytularną Aguntum. 4 lipca 2023 Belay poinformował, że zrezygnował z przyjęcia sakry biskupiej i uzyskał wymaganą dyspensę od papieża.